# Панов, Валентин Никанорович
Валенти́н Никано́рович Пано́в (7 июня 1904, Алань, Уржумский уезд, Вятская губерния, Российская империя — 12 февраля 1957, Йошкар-Ола, Марийская АССР, РСФСР, СССР) — марийский советский партийный и государственный деятель. Секретарь Президиума Верховного Совета Марийской АССР 2-го созыва (1950—1951), депутат Верховного Совета Марийской АССР 1—2-го созыва (1938—1951). Член ВКП(б) с 1938 года.

## Биография
Родился 7 июня 1904 года в деревне Алань ныне Мари-Турекского района Марий Эл в семье крестьян-середняков.
В 1920 году окончил Ярославскую советско-партийную школу.
В 1937—1939 годах — председатель Новоторъяльского районного исполкома Марийской АССР. В 1938 году вступил в ВКП(б).
Затем — консультант, заведующий группой Совнаркома Марийской АССР, заместитель наркома торговли МАССР.
В 1950 году окончил областные партийные курсы в г. Йошкар-Оле.
В 1950—1951 годах — секретарь Президиума Верховного Совета Марийской АССР 2-го созыва. В 1938—1951 годах избирался депутатом Верховного Совета Марийской АССР 1—2-го созыва.
Награждён орденом «Знак Почёта» и Почётной грамотой Президиума Верховного Совета Марийской АССР.
Ушёл из жизни 12 февраля 1957 года в Йошкар-Оле.

## Награды
- Орден «Знак Почёта» (1946)[1]
- Почётная грамота Президиума Верховного Совета Марийской АССР (1946)[1]